# Encore (album de Lionel Richie)
Pour les articles homonymes, voir Encore.
Albums de Lionel Richie
Renaissance
(2000) The Definitive Collection
(2003)
Encore est un album live du chanteur américain Lionel Richie, sorti le 26 novembre 2002 chez Island Records.
L'album présente le concert que Lionel Richie a donné en mai 2001 à la Wembley Arena de Londres, au Royaume-Uni, dans le cadre de sa tournée de promotion de son sixième album studio solo, Renaissance (2000). La plupart des chansons d'Encore sont des reprises de morceaux des albums studio précédents ainsi que du répertoire de Richie avec son ancien groupe Commodores, bien qu'il ait également interprété les chansons Angel, Tender Heart et Don't Stop the Music de l'album Renaissance.

## Liste des titres
| 1.  | Hello                                        | Lionel Richie                                                                              |                                | 1:45 |
| 2.  | Running with the Night                       | - Richie - Cynthia Weil                                                                    |                                | 3:14 |
| 3.  | Penny Lover                                  | - Richie - Brenda Harvey-Richie                                                            |                                | 4:00 |
| 4.  | Tender Heart                                 | - Richie - Paul Barry - Billy Lawrie                                                       |                                | 3:35 |
| 5.  | Dancing on the Ceiling                       | - Richie - Carlos Rios - Michael Frenchik                                                  |                                | 4:55 |
| 6.  | Easy                                         | Richie                                                                                     |                                | 5:27 |
| 7.  | Stuck on You                                 | Richie                                                                                     |                                | 4:10 |
| 8.  | Brick House                                  | - Richie - Milan Williams - Ronald LaPread - Thomas McClary - Walter Orange - William King |                                | 4:05 |
| 9.  | Three Times a Lady                           | Richie                                                                                     |                                | 3:40 |
| 10. | Don't Stop the Music                         | - Richie - Mark Taylor - Barry                                                             |                                | 4:23 |
| 11. | All Night Long (All Night)                   | Richie                                                                                     |                                | 5:00 |
| 12. | Say You, Say Me                              | Richie                                                                                     |                                | 4:21 |
| 13. | Angel                                        | - Richie - Taylor - Barry                                                                  |                                | 2:42 |
| 14. | Still                                        | Richie                                                                                     |                                | 5:10 |
| 15. | Goodbye                                      | Richie                                                                                     | Ric Wake                       | 3:37 |
| 16. | To Love a Woman (featuring Enrique Iglesias) | - Richie - Iglesias - Barry                                                                | - Taylor - Wake - Richie Jones | 3:52 |

## Classements et certifications
| Classement (2002–03)          | Meilleure position |
| ----------------------------- | ------------------ |
| Allemagne (Media Control AG)  | 23                 |
| Autriche (Ö3 Austria Top 40)  | 4                  |
| Belgique (Wallonie Ultratop)  | 14                 |
| France (SNEP)                 | 14                 |
| Pays-Bas (Mega Album Top 100) | 28                 |
| Royaume-Uni (UK Albums Chart) | 8                  |
| Suède (Sverigetopplistan)     | 16                 |
| Suisse (Schweizer Hitparade)  | 10                 |

| Classement (2002)             | Position |
| ----------------------------- | -------- |
| Royaume-Uni (UK Albums Chart) | 65       |

| Classement (2003) | Position |
| ----------------- | -------- |
| France (SNEP)     | 177      |

### Certifications
| Région                                                                         | Certification | Ventes/Streams |
| ------------------------------------------------------------------------------ | ------------- | -------------- |
| Allemagne (BVMI)                                                               | Or            | 150 000‡       |
| Royaume-Uni (BPI)                                                              | Platine       | 300 000^       |
| Suisse (IFPI)                                                                  | Or            | 20 000^        |
| ^Mise en rayon selon la certification ‡ventes/streaming selon la certification |               |                |